# Ittrium-nitrid
Az ittrium-nitrid vegyület képlete YN. Kemény kerámia, hasonlít a titán-nitridre és a cirkónium-nitridre.

## Előállítása
Mivel az ittrium lassan reagál a nitrogénnel és az ammóniával, ezért előbb az ittriumot hidrogénnel reagáltatják, majd a keletkező ittrium-hidridet 800 °C-on reagáltatják ammóniával:
{\displaystyle \mathrm {YH_{3}+NH_{3}\longrightarrow YN+3\ H_{2}} }

## Tulajdonságai
A lantán-, szkandium- és ittrium-nitrid félvezető. Az YN kristályszerkezete 8%-kal különbözik a gallium-nitrid kristályszerkezetétől. Kristályszerkezete nátrium-klorid típusú.

## Fordítás
Ez a szócikk részben vagy egészben  a   Yttrium nitride című angol Wikipédia-szócikk fordításán alapul.  Az eredeti cikk szerkesztőit annak laptörténete sorolja fel. Ez a jelzés csupán a megfogalmazás eredetét és a szerzői jogokat jelzi, nem szolgál a cikkben szereplő információk forrásmegjelöléseként.
Ez a szócikk részben vagy egészben  a   Yttriumnitrid című német Wikipédia-szócikk fordításán alapul.  Az eredeti cikk szerkesztőit annak laptörténete sorolja fel. Ez a jelzés csupán a megfogalmazás eredetét és a szerzői jogokat jelzi, nem szolgál a cikkben szereplő információk forrásmegjelöléseként.